# Lingua macedone
La lingua macedone (, makedonski jazik) è una lingua slava meridionale parlata in Macedonia del Nord, nonché nella diaspora macedone, in particolare in Canada, Australia, Stati Uniti ecc.

## Distribuzione geografica
Nel 2002 la popolazione della Macedonia del Nord era di 2 022 547 persone, di cui 1 644 815 madrelingua macedoni. Esistono macedoni che risiedono in altre parti della regione fisica di Macedonia. Ci sono minoranze slavo-macedoni nella vicina Albania, in Bulgaria ed in Grecia. Secondo il censimento ufficiale albanese del 1989, risiedevano in Albania 4 697 macedoni. In Grecia, anche se alcuni gruppi parlano dialetti affini al macedone standard, non si identifica il loro linguaggio con l'identità nazionale. La minoranza slava in Grecia si distingue dal modo in cui descrivono la propria lingua - la maggior parte la descrive come "slavo" e dichiara un'identità nazionale greca; gruppi più piccoli chiamano il proprio linguaggio "macedone" e si identificano come macedoni; altri si descrivono come di etnia bulgara e affermano di parlare "bulgaro"; alcuni preferiscono identificarsi come dopii ed il loro dialetto come dopia, che significa "locale" o "indigeno" in greco.
Un discreto numero di macedoni e di oriundi macedoni vive fuori della regione macedone nei Balcani, le comunità maggiori si trovano in Australia, Canada e Stati Uniti d'America. Secondo una stima del 1964, circa 580 000 oriundi slavo-macedoni non risiedevano nell'allora Repubblica di Macedonia. Il macedone parlato dalle comunità all'estero risale ad una data antecedente la standardizzazione della lingua e mantiene varianti dialettali, anche se mutuamente intelligibili.
La lingua macedone moderna ha lo status di lingua ufficiale solo in Macedonia del Nord ed è riconosciuto come lingua minoritaria in parti dell'Albania. Viene insegnato in alcune università in Australia, Canada, Croazia, Italia, Russia, Serbia, USA, Regno Unito e altri paesi.

### Demografia
Il numero totale dei locutori del macedone è una questione ancora in dubbio. Dei paesi confinanti della Macedonia del Nord, solo la Serbia e l'Albania riconoscono la lingua macedone, mentre non viene riconosciuta dalla Grecia e dalla Bulgaria. Secondo gli ultimi censimenti, da considerare con la necessaria cautela, il numero dei locutori di questa lingua sarebbe:
| Stato              | Persone         | Persone         |
| Stato              | Stima inferiore | Stima superiore |
| ------------------ | --------------- | --------------- |
| Macedonia del Nord | 1 700 000       | 2 022 547       |
| Albania            | 4 697           | 30 000          |
| Bulgaria           | 5 071           | 25 000          |
| Grecia             | 35 000 Bilingui | 250 000         |
| Serbia             | 14 355          | 30 000          |
| Resto dei Balcani  | 15 939          | 25 000          |
| Canada             | 37 055          | 150 000         |
| Australia          | 71 994          | 200 000         |
| Germania           | 62 295          | 85 000          |
| Italia             | 50 000          | 74 162          |
| Stati Uniti        | 45 000          | 200 000         |
| Svizzera           | 6 415           | 60 362          |
| Resto del mondo    | 101 600         | 110 000         |
| Totale             | 2 289 904       | 3 435 395       |

### Lingua ufficiale
Il macedone è la lingua ufficiale della Macedonia del Nord, ma è ufficialmente riconosciuto anche nel distretto di Coriza in Albania.

### Dialetti e lingue derivate
Basati su un numeroso gruppo di caratteristiche, i dialetti macedoni possono dividersi in un gruppo occidentale ed un gruppo orientale (l'isoglossa passa approssimativamente da Skopje e la Skopska Crna Gora lungo i fiumi Vardar e Crna). Una classificazione più dettagliata si può fare sulla base dei riflessi moderni delle vocali ridotte proto-slave jer, sulle sonoranti vocaliche e sulla nasale *ǫ. Questa classificazione distingue cinque gruppi differenti:
Dialetti occidentali:
- Gruppo di Ohrid-Prespa
  - Dialetto di Ocrida
  - Dialetto di Struga
  - Dialetto di Vevčani-Radοža
  - Dialetto dell'alto Prespa
  - Basso dialetto di Prespa.
- Gruppo di Debar
  - Dialetto di Debar
  - Dialetto di Reka
  - Dialetto di Drimkol-Golo Brdo
  - Dialetto di Galičnik
  - Dialetto della Skopska Crna Gora
- Gruppo di Polog
  - Alto dialetto di Polog
  - Basso dialetto di Polog
  - Dialetto di Prilep-Bitola
  - Dialetto di Kičevo-Poreče
  - Dialetto di Skopje-Veles
- Gruppo di Kostur-Korča
  - Dialetto di Korča
  - Dialetto di Kostur
  - Dialetto di Nestram-Kostenar

Dialetti orientali:
- Gruppo settentrionale
  - Dialetto di Kumanovo
  - Dialetto di Kratovo
  - Dialetto di Kriva Palanka
  - Dialetto di Ovče Pole dialect
  - Dialetto di Kočani
- Gruppo orientale
  - Dialetto di Štip-Strumica
  - Dialetto di Tikveš-Mariovo
  - Dialetto di Maleševo-Pirin
  - Dialetto di Salonicco-Voden
  - Dialetto di Ser-Drama-Lagadin-Nevrokop

Il dialetto di Ser-Drama-Lagadin-Nevrokop e quello di Maleševo-Pirin vengono considerati dialetti bulgari da alcuni linguisti o dialetti di transizione tra il macedone ed il bulgaro.

## Classificazione
La lingua macedone moderna appartiene al sottogruppo orientale delle lingue slave meridionali. La lingua più vicina geneticamente è il bulgaro, col quale è, in pratica, mutuamente intelligibile. Il macedone ed il bulgaro formano un continuum dialettale, con il bulgaro standard basato sui dialetti più orientali ed il macedone standard basato sui dialetti più occidentali. Questo continuum include anche il gruppo dialettale torlacco che è un livello intermedio tra bulgaro, macedone compresi alcuni dialetti macedoni settentrionali, così come alcune varietà parlate nella Serbia meridionale.
Insieme alle lingue slave vicine, il macedone fa parte della lega linguistica balcanica, un gruppo di lingue che condividono alcune caratteristiche tipologiche, grammaticali e lessicali basate su convergenze geografiche, oltre che sulla limitata parentela linguistica. Gli altri membri sono il romeno, il neogreco e l'albanese, che tuttavia appartengono a differenti gruppi della famiglia linguistica indoeuropea (il romeno è una lingua romanza, il greco e l'albanese formano due gruppi separati dagli altri). Il macedone ed il bulgaro sono le sole lingue slave che non utilizzano un sistema di casi, ad eccezione del vocativo e di alcune tracce dell'antico sistema flessivo in forme cristallizzate. Inoltre sono le uniche lingue slave che dispongono di articoli definiti (il macedone di tre tipi: non specifico, di prossimità e di distanza). Questa caratteristica la condividono con il romeno, il neogreco e l'albanese.

## Storia
La regione della Macedonia, al cui interno si trova la Repubblica di Macedonia del Nord, è situata nella penisola balcanica. I primi slavi arrivarono nella penisola balcanica tra il VI ed il VII secolo d.C. Nel IX secolo, i monaci bizantini Cirillo e Metodio svilupparono il primo sistema di scrittura per le lingue slave. A quel tempo i dialetti slavi erano ancora così poco differenziati da risultare ancora mutuamente intelligibili e l'alfabeto glagolitico, si presume basato sul dialetto slavo parlato nei dintorni di Salonicco, si poteva ben adattare anche agli altri dialetti slavi.
Nel XIV secolo, i turchi ottomani invasero e conquistarono la maggior parte dei Balcani, incorporando la Macedonia nell'impero ottomano. Mentre la lingua scritta, detta antico slavo ecclesiastico, rimaneva una lingua statica per usi religiosi (come poteva essere il latino) i dialetti si sviluppavano in direzioni differenti. Solo alcune tracce di scritti macedoni sopravvivono dal XVI e dal XVII secolo.
Durante la ripresa delle spinte nazionalistiche balcaniche, vennero codificate le versioni standard dello sloveno, del serbo-croato e del bulgaro. Mentre l'influenza turca in Macedonia diminuiva sensibilmente, vennero aperte scuole in cui veniva insegnato il bulgaro standard nelle aree con una significativa popolazione bulgara.
Nel 1845 lo studioso russo Viktor Grigorovič intraprese un viaggio attraverso i Balcani per studiare i dialetti slavi meridionali della Macedonia. Il suo lavoro descrisse per la prima volta due distinti dialetti bulgari: uno orientale e uno occidentale. Secondo i suoi scritti la varietà bulgara occidentale, parlata in Macedonia, era caratterizzata da tracce delle vocali nasali antico-slave. Fu solo con le opere di Krste Misirkov che parti di quello che veniva definito come bulgaro occidentale vennero chiamate per la prima volta macedone. Misirkov nacque in un villaggio vicino a Pella, nella Macedonia greca. Anche se tracce di letteratura erano state scritte in precedenza utilizzando i dialetti slavi della Macedonia, il più importante libro pubblicato in relazione alla lingua macedone fu l'opera di Misirkov "Delle opere macedoni" (За Македонцките Работи, Za Makedonckite Raboti), pubblicato nel 1903. In questo libro affermava la necessità della creazione di una lingua macedone letteraria standard a partire dai dialetti centrali della Macedonia che avrebbe usato un'ortografia fonemica.
Dopo le prime due guerre balcaniche, la regione della Macedonia venne divisa fra la Grecia, la Bulgaria ed il Regno di Serbia. La Serbia occupò la regione che oggi è la Repubblica di Macedonia del Nord, incorporandola nel regno sotto il nome di "Serbia meridionale". In questo periodo la Macedonia jugoslava divenne la provincia del Vardar e la lingua della vita pubblica, dell'educazione e della chiesa era il serbo-croato. Nelle altre due parti della Macedonia, le rispettive lingue nazionali, il greco ed il bulgaro, divennero le lingue ufficiali.
Durante la seconda guerra mondiale, la Macedonia jugoslava venne occupata dai bulgari, che erano alleati dell'Asse. La lingua bulgara venne reintrodotta nelle scuole e nella liturgia. I bulgari, accolti inizialmente come liberatori dalla dominazione serba, vennero poi considerati dei conquistatori quando imposero la cultura e la lingua bulgare in base ad una politica di assimilazione.
Esistevano gruppi armati che combattevano le forze d'occupazione, alcuni richiedevano l'indipendenza,  altri l'unione con la Bulgaria e altri ancora l'inserimento nella Iugoslavia. Alla fine tutta la provincia del Vardar venne incorporata nella neonata Repubblica Socialista Federale di Jugoslavia, come membro sotto il nome di Repubblica Popolare di Macedonia con il macedone come lingua ufficiale, e come lingua co-ufficiale nell'intera federazione. Il macedone venne proclamato lingua ufficiale della Repubblica Popolare di Macedonia alla prima sessione dell'Assemblea per la Liberazione Nazionale della Macedonia, tenuta il 2 agosto 1944. La prima grammatica ufficiale macedone venne sviluppata da Krume Kepeski. Uno dei maggiori contributori alla standardizzazione del macedone letterario fu Blaže Koneski. Il primo documento scritto in macedone standard fu la prima edizione del giornale Nova Makedonija (Нова Македонија) nel 1944. Makedonska Iskra (Македонска Искра) fu il primo giornale macedone pubblicato in Australia dal 1946 al 1957, un mensile a distribuzione nazionale, edito dapprima a Perth e in seguito a Melbourne e poi a Sydney.

## Fonologia
L'inventario fonetico del macedone standard contiene 31 fonemi. Di questi fanno parte cinque vocali, una semivocale, tre consonanti liquide (chiamate anch'esse semivocali), tre consonanti nasali, tre coppie di consonanti fricative, due coppie di affricate, una fricativa isolata e quattro coppie di consonanti occlusive.

### Vocali
| Vocali macedoni | Vocali macedoni | Vocali macedoni | Vocali macedoni |
|                 | Anteriori       | Centrali        | Posteriori      |
| --------------- | --------------- | --------------- | --------------- |
| Chiuse          | и /i/           |                 | у /u/           |
| Medie           | е /ɛ/           |                 | о /ɔ/           |
| Aperte          |                 | а /a/           |                 |

Inoltre la vocale centrale media scevà /ə/ può comparire in alcuni dialetti o prestiti.

### Consonanti
| Consonanti macedoni | Consonanti macedoni | Consonanti macedoni | Consonanti macedoni | Consonanti macedoni | Consonanti macedoni | Consonanti macedoni | Consonanti macedoni | Consonanti macedoni | Consonanti macedoni | Consonanti macedoni | Consonanti macedoni | Consonanti macedoni | Consonanti macedoni | Consonanti macedoni |
|                     | Bilabiali           | Bilabiali           | Labio- dentali      | Labio- dentali      | Dentali             | Dentali             | Alveolari           | Alveolari           | Palato- alveolari   | Palato- alveolari   | Palatali            | Palatali            | Velari              | Velari              |
| ------------------- | ------------------- | ------------------- | ------------------- | ------------------- | ------------------- | ------------------- | ------------------- | ------------------- | ------------------- | ------------------- | ------------------- | ------------------- | ------------------- | ------------------- |
| Occlusive           | p                   | b                   |                     |                     | t                   | d                   |                     |                     |                     |                     | c                   | ɟ                   | k                   | g                   |
| Nasali              | m                   | m                   |                     |                     | n                   | n                   |                     |                     |                     |                     | ɲ                   | ɲ                   |                     |                     |
| Fricative           |                     |                     | f                   | v                   | s                   | z                   |                     |                     | ʃ                   | ʒ                   |                     |                     | x                   | x                   |
| Affricate           |                     |                     |                     |                     | ʦ                   | ʣ                   |                     |                     | tʃ                  | dʒ                  |                     |                     |                     |                     |
| Approssimanti       |                     |                     |                     |                     |                     |                     |                     |                     |                     |                     | j                   | j                   |                     |                     |
| Vibranti            |                     |                     |                     |                     | r                   | r                   | r                   | r                   | r                   | r                   |                     |                     |                     |                     |
| Laterali            |                     |                     |                     |                     | ł                   | ł                   | l                   | l                   |                     |                     |                     |                     |                     |                     |

Alla fine della parola, l'opposizione tra sonora e sorda viene neutralizzata e le consonanti sonore si desonorizzano.
Quando la /r/ è sillabica, si usa il segno ' prima della lettera 'Р'. Per esempio: 'рж ('rž), за'ржи (za'rži), 'рт ('rt), 'рбет ('rbet), 'ркулец ('rkulec) ecc.
Né Lunt (1952) né Friedman (2001) riconoscono l'esistenza di una (/lʲ/) palatalizzata né di una (/ʎ/) palatale laterale nel macedone standard; ciò è in contrasto con le lingue che circondano il macedone, come il bulgaro ed il serbo. Invece si suppone che una sequenza /lj/ venga realizzata al posto di questa consonante (specialmente nella parlata dialettale rapida). Entrambi gli studiosi asseriscono che esiste un contrasto fonemico tra la laterale velarizzata /ł/ e la /l/ non velarizzata. Mentre essi ammettono che la /ł/ e la /l/ (entrambe trascritte con 'л') cadono soprattutto prima di vocali anteriori e non anteriori, rispettivamente, essi affermano anche che /l/ (scritta 'љ') può cadere prima di vocali non anteriori. Perciò si crede che esistano coppie minime come бела /beła/ "bianca" vs беља /bela/ "problema".

### Accento
L'accento in macedone cade sulla terzultima sillaba nelle parole trisillabe, nella prima sillaba nelle parole mono- e bi-sillabe. In tal modo si differenzia dalle altre lingue slave, in cui l'accento è spesso libero oppure fissato sulla prima o penultima sillaba. Ciò può non avvenire nei prestiti stranieri recenti come: менаџмент (management) che viene pronunciato /mɛnadʒˈmɛnt/ con l'accento sull'ultima sillaba.
Poiché nella lingua macedone spesso vengono aggiunti dei suffissi alla parola (articoli e suffissi di formazione del plurale), l'accento si muove sempre sulla nuova terzultima sillaba:
планина /ˈplanina/; планината /plaˈninata/; планинарите /planiˈnarite/

## Grammatica
Il macedone possiede una grammatica analitica, a differenza delle altre lingue slave, poiché ha perso il sistema dei casi di origine slava. Il macedone mostra alcune caratteristiche speciali, a volte uniche dovute alla sua posizione centrale nei Balcani e alla sua appartenenza alla lega linguistica balcanica.
Il macedone standard, o letterario, condivide con il bulgaro l'uso di un articolo determinativo, ma inoltre lo differenzia in tre tipi di definitezza, in base al grado di vicinanza al parlante. Inoltre possiede un tempo passato costruito col verbo avere come ausiliare e un participio passato passivo neutro.

### Sostantivi

#### Articolo
La lingua macedone, a differenza delle altre lingue slave, possiede l'articolo determinativo; quest'articolo è posposto, come per bulgaro, albanese e rumeno. Ma una caratteristica che non ha paralleli nelle altre lingue balcaniche è l'esistenza di tre tipi diversi di articoli determinativi, variabili a seconda della posizione dell'oggetto: non specifica, prossimo (o vicino) e distante (o lontano). Il bulgaro possiede solo la forma non specifica, anche se i tre tipi esistono anche in alcuni dialetti bulgari, soprattutto sul confine con la Repubblica di Macedonia.
| Gli articoli determinativi     | Gli articoli determinativi | Gli articoli determinativi | Gli articoli determinativi |
| Genere                         | Distanza                   | Distanza                   | Distanza                   |
| Genere                         | Non specifica              | Vicino (questo)            | Lontano (quello)           |
| ------------------------------ | -------------------------- | -------------------------- | -------------------------- |
| Maschile (Singolare)           | -от [-ot]                  | -ов [-ov]                  | -он [-on]                  |
| Femminile (Singolare)          | -та [-ta]                  | -ва [-va]                  | -на [-na]                  |
| Neutro (Singolare)             | -то [-to]                  | -во [-vo]                  | -но [-no]                  |
| Maschile e Femminile (Plurale) | -те [-te]                  | -ве [-ve]                  | -не [-ne]                  |
| Neutro (Plurale)               | -та [-ta]                  | -ва [-va]                  | -на [-na]                  |

##### Esempi
- книга (kniga) - un libro
  - книгата (knigata) - il libro
  - книгава (knigava) - questo libro (qui)
  - книгана (knigana) - quel libro (là)
- книги (knigi) - libri
  - книгите (knigite) - i libri
  - книгиве (knigive) - questi libri (qui)
  - книгине (knigine) - quei libri (là)

#### Caso vocativo
Nonostante il macedone abbia semplificato il sistema dei casi originario fino all'eliminazione totale dei casi stessi, mantiene ancora una forma di caso vocativo. Il vocativo viene formato aggiungendo la desinenza -o (generalmente ai nomi femminili), -u (generalmente ai nomi maschili monosillabi) ed -e (generalmente ai nomi maschili polisillabi).
Esempio: пријател prijatel (amico) → пријателe prijatele (O amico!). Si compari con le altre lingue della lega linguistica balcanica: bulgaro: приятел prijatel - приятелю prijatel'u, greco: φίλος fílos - φίλε fíle, rumeno: prieten - prietene. Il vocativo viene usato quasi esclusivamente per i nomi maschili e femminili.

### Verbi

#### Perfetto
In macedone il tempo passato perfetto viene formato da una particella clitica che si accorda in numero ed in genere con l'oggetto della frase, seguito dal verbo има "avere" ed il participio passivo del verbo nella forma non flessa. Un tempo composto di questo tipo è comune per le lingue germaniche e romanze, così come per altre lingue della lega linguistica balcanica, come l'albanese. Ad esempio la frase "Ho letto il libro" si traduce:
| Ја           | имам | прочитано | книгата  |
| Ja           | imam | pročitano | knigata  |
| Io (clitico) | ho   | letto     | libro-il |

Nelle altre lingue slave che hanno il tempo perfetto, invece, viene quasi universalmente costruito con il verbo "essere" come ausiliare e un participio passato attivo; questa rimane comunque un'opzione per il macedone. La vecchia forma comune slave con сум "essere" è predominante ancora nella zona orientale del paese, mentre la forma con il verbo "avere" è più diffusa ad occidente, ma si sta diffondendo rapidamente nelle generazioni più giovani a causa dell'influenza del linguaggio standard. La frase "Ho visto" si può tradurre:
| Nuovo perfetto | Vecchio perfetto |
| имам видено    | сум видел        |
| imam videno    | sum videl        |

Nella zona occidentale il "vecchio perfetto" tende ad essere sentito come un'espressione di genere aulico, dotto o antiquato.

#### Aoristo
L'aoristo, chiamato in macedone sia aoristo sia minato opredeleno svršeno vreme (Минато определено свршено време), cioè tempo passato definito completo, è una forma che si riferisce ad un'azione completata nel passato. Corrisponde per lo più al passato remoto italiano. Nel macedone contemporaneo l'aoristo si forma esclusivamente dai verbi perfettivi.
La formazione dell'aoristo dalla maggior parte dei verbi non è complessa, ma ci sono numerose piccole sottocategorie che bisogna imparare. Mentre tutti verbi (ad eccezione di sum) prendono la medesima desinenza, ci sono delle complicazioni nella vocale radicale dell'aoristo e possibili alternanze consonantiche.
Tutti i verbi (eccetto sum) prendono le seguenti desinenze per l'aoristo:
| jas | -в   | -v   |
| ti  | -#   | -#   |
| toj | -#   | -#   |
| nie | -вме | -vme |
| vie | -вте | -vte |
| tie | -а   | -a   |

Il segno # significa che la desinenza è nulla (desinenza zero) cioè non viene aggiunto niente alla radice vocalica.

#### Futuro
Il tempo futuro si forma per mezzo del clitico ќе /kʲɛ/ e di una forma coniugata del verbo al tempo presente. In tal modo "verrò" diventa:
| ќе               | дојдам                     |
| ḱe               | dojdam                     |
| (clitico futuro) | vengo (aspetto perfettivo) |
| will             | I come                     |

Verrò
(molto simile alla formazione del futuro inglese: I will come).
In questo contesto sia il macedone sia il bulgaro differiscono dalle altre lingue slave. In macedone, come in altre lingue della lega linguistica balcanica, il clitico è invariabile, mentre in serbo si coniuga per persona e numero. In entrambi i casi comunque il clitico deriva da un verbo che significa "volere".
Il condizionale nel valore di futuro nel passato, ed il futuro anteriore si esprimono per mezzo dello stesso clitico e di una forma coniugata del verbo al passato:
| ќе               | дојдеше                      |
| ḱe               | dojdeše                      |
| (clitico futuro) | venne (aspetto imperfettivo) |

Sarebbe venuto.
In questo contesto, il macedone è diverso dal bulgaro: il macedone fa uso di ќе come clitico, mentre l'equivalente costruzione bulgara utilizza un clitico coniugato per tempo persona e numero come un verbo regolare (щях да дойда - štjah da dojda - sarei venuto; щеше да дойде - šteše da dojde - sarebbe venuto).
Un fatto interessante è che una forma di passato può essere usata in senso futuro, anche se quest'uso è limitato per lo più ai locutori più anziani.
Esempi:
Те утепав, чим ќе те фатам. - Te utepav, čim ḱe te fatam. (letteralmente "Ti ho ammazzato, quando ti prenderò")
Те фатам ли, те казнив. - Te fatam li, te kazniv. (letteralmente "Appena ti prenderò, ti ho punito")

## Vocabolario
Come risultato della stretta parentela tra bulgaro e macedone, quest'ultimo condivide una numerosa quantità di termini del proprio lessico con le altre due lingue. Altre lingue, che hanno o hanno avuto posizione di superiorità sono il turco (lingua dell'impero ottomano) e al giorno d'oggi l'inglese, dalle quali provengono un gran numero di prestiti. Lingue di prestigio come l'antico slavo ecclesiastico (che è in relazione col macedone come il latino lo è con le moderne lingue romanze) e il russo hanno fornito una svariata quantità di prestiti lessicali.
Durante la codificazione del linguaggio standardizzato, ci furono deliberati tentativi di purificare il lessico della lingua. "Serbismi" e "bulgarismi", che erano comuni nel linguaggio a causa dell'influenza avuta dalle due nazioni nella regione, vennero rigettati in favore di parole provenienti dai dialetti nativi o in favore di arcaismi. Un esempio è la parola per "evento", настан [ˈnastan], che si trova in alcuni passi della poesia popolare raccolta dai fratelli Miladinov nel XIX secolo, mentre lo scrittore macedone Krste Misirkov, in precedenza, aveva usato la parola собитие [ˈsɔbitiɛ]. Ciò non significa che non ci siano oggi serbismi, bulgarismi o anche russismi nella lingua, ma che il loro uso non è incoraggiato sul principio che "è meglio utilizzare in primis materiale nativo".

## Sistema di scrittura

### Alfabeto
Il moderno alfabeto cirillico macedone è stato sviluppato da alcuni linguisti nel periodo successivo alla seconda guerra mondiale, i quali basarono questo alfabeto sull'alfabeto fonetico di Vuk Stefanović Karadžić, anche se un sistema di scrittura simile veniva usato da Krste Misirkov alla fine del XIX secolo. La lingua macedone veniva scritta in precedenza con l'alfabeto cirillico arcaico, o in seguito con l'alfabeto cirillico con adattamenti locali presi dalle versioni serbe o bulgare dell'alfabeto.
La seguente tavola mostra le forme maiuscole e minuscole dell'alfabeto cirillico macedone, di 31 lettere, insieme al valore fonetico di ogni lettera secondo l'IPA:
| Cirillico IPA | А а /a/ | Б б /b/ | В в /v/ | Г г /ɡ/ | Д д /d/ | Ѓ ѓ /ɟ/  | Е е /ɛ/  | Ж ж /ʒ/  | З з /z/ | Ѕ ѕ /dz/ | И и /i/ |
| Cirillico IPA | Ј ј /j/ | К к /k/ | Л л /l/ | Љ љ /ʎ/ | М м /m/ | Н н /n/  | Њ њ /ɲ/  | О о /ɔ/  | П п /p/ | Р р /r/  | С с /s/ |
| Cirillico IPA | Т т /t/ | Ќ ќ /c/ | У у /u/ | Ф ф /f/ | Х х /x/ | Ц ц /ts/ | Ч ч /tʃ/ | Џ џ /dʒ/ | Ш ш /ʃ/ |          |         |

Anche se non sono considerate delle lettere separate, la lingua macedone utilizza le lettere ѝ per distinguere il pronome personale oggetto ѝ (‘lei’) dalla congiunzione и (‘e') e ѐ per evitare ambiguità fra parole di pronuncia uguale ma significato diverso:
- И не воведи нè во искушение, но избави нè од лукавиот, E non ci indurre in tentazione ma liberaci dal male.
- Сè што ќе напишете може да се употреби против вас!, Tutto quello che scriverete si potrà usare contro di voi.

### Ortografia
L'ortografia macedone è fonematica in pratica, un'approssimazione del principio per cui ad ogni grafema corrisponda un solo fonema. Un principio rappresentato dal detto di Adelung "scrivi come parli e leggi com'è scritto" („пишувај како што зборуваш и читај како што е напишано“). Nonostante questo principio il macedone presenta delle eccezioni.

### Esempi
Padre Nostro
Оче наш
Оче наш којшто си на небото,
да се свети името Твое,
да дојде царството Твое,
да биде волјата Твоја,
како на небото, така и на Земјата!
Лебот наш насушен дај ни го денес
и прости ни ги долговите наши
како што им проштеваме и ние
на нашите должници.
И не воведи нè во искушение'
но избави нè од лукавиот.
Амин!
Oče naš
Oče naš, kojšto si na neboto
da se sveti imeto Tvoe,
da dojde carstvoto Tvoe,
da bide voljata Tvoja,
kako na neboto, taka i na Zemjata!
Lebot naš nasušen daj ni go denes
i prosti ni gi dolgovite naši
kako što im proštevame i nie
na našite dolžnici.
I ne vovedi nè vo iskušenie,
no izbavi nè od lukaviot.
Amin!
Pronuncia IPA:
'ɔʧɛ 'naʃ 'kɔjʃtɔ 'si na 'nɛbɔtɔ

'da sɛ 'svɛti 'imɛtɔ 'tvɔɛ

'da 'dɔjdɛ 'ʦarstvɔtɔ 'tvɔɛ

'da 'bidɛ 'vɔljata 'tvɔja

'kakɔ na 'nɛbɔtɔ 'taka i na 'zɛmjata

'lɛbɔt 'naʃ 'nasuʃɛn 'daj 'ni gɔ 'dɛnɛs

i 'prɔsti 'ni gi dɔl'gɔvitɛ 'naʃi

'kakɔ 'ʃtɔ 'im gi prɔ'ʃtɛvamɛ i 'niɛ

na 'naʃitɛ 'dɔlʒniʦi

i ne vɔ'vɛduvaj 'nɛ vo isku'ʃɛniɛ

'no 'izbavi 'nɛ ot lu'kaviɔt

'amin